# Kurt Klemm
Kurt Klemm, född 19 januari 1894 i Mühlhausen, död 22 november 1973 i Bad Neuenahr, var en tysk jurist och politiker. Han var ministerpresident i Münster och senare generalkommissarie för distriktet Zjytomyr i det av Nazityskland upprättade Rikskommissariatet Ukraina.

## Biografi
Klemm deltog i första världskriget, under vars slutskede han sårades allvarligt.
Han inträdde i NSDAP år 1931 och utnämndes kort efter Adolf Hitlers maktövertagande år 1933 till polischef i Recklinghausen. År 1935 blev han ministerpresident i Münster.
I samband med Operation Barbarossa, Tysklands anfall på den forna bundsförvanten Sovjetunionen i juni 1941, upprättades Rikskommissariatet Ukraina. Dess civilförvaltning var indelad i sex distrikt; Klemm utsågs till generalkommissarie för distriktet Zjytomyr. Sommaren 1942 förklarade han distriktet "judenfrei" ("judefritt").